# Kings & Thieves
Kings & Thieves è un album degli Arrows to Athens, pubblicato dalla Sleepwalker Records nel 2011.

## Tracce
1. Stars – 4:01
2. Ashes – 3:47
3. Ghosts in the Water – 4:06
4. Chase the Sun – 2:51
5. Used to Be – 4:09
6. Crime – 3:42
7. Dust & Gold – 4:02
8. The Waiting – 4:27
9. Alive – 4:05
10. The Silence – 4:31
11. Your Gravity – 3:47
12. Run, Run – 4:07

## Musicisti
- David Hodges  - voce, pianoforte, chitarra ritmica
- Steve Miller  - chitarra solista
- Chad Copelin  - tastiere
- Steven McMorran  - basso, cori
- Will "Science" Hunt  - batteria, percussioni, programmazione